# Grande Prêmio do Barém de 2007
Resultados do Grande Prêmio do Barém de Fórmula 1 realizado em Sakhir em 15 de abril de 2007. Terceira etapa do campeonato, foi vencido pelo brasileiro Felipe Massa, da Ferrari, com Lewis Hamilton em segundo pela McLaren-Mercedes e Kimi Räikkönen em terceiro, também pela Ferrari.

## Resumo
- Após a corrida, Fernando Alonso, Kimi Räikkönen e Lewis Hamilton empataram em primeiro lugar na tabela com 22 pontos. A última vez que isso ocorreu foi após as 500 Milhas de Indianápolis de 1950, quando Giuseppe Farina, Juan Manuel Fangio e Johnnie Parsons somavam nove pontos cada.[4][5]
- Ao terminar em segundo, Lewis Hamilton tornou-se o primeiro estreante na história da Fórmula 1 a subir ao pódio nos três primeiros Grandes Prêmios que disputou.[nota 2]
- Esta foi uma das três corridas de 2007 em que as equipes podiam exibir o patrocínio de empresas tabagistas, algo inviável na União Europeia por conta da legislação adotada no território da mesma.

## Classificação da prova

### Treinos classificatórios
| Pos.   | Nº | Piloto               | Equipe             | Q1       | Q2       | Q3       | Grid |
| ------ | -- | -------------------- | ------------------ | -------- | -------- | -------- | ---- |
| 1      | 5  | Felipe Massa         | Ferrari            | 1:32.443 | 1:31.359 | 1:32.652 | 1    |
| 2      | 2  | Lewis Hamilton       | McLaren-Mercedes   | 1:32.580 | 1:31.752 | 1:32.935 | 2    |
| 3      | 6  | Kimi Räikkönen       | Ferrari            | 1:33.161 | 1:31.812 | 1:33.131 | 3    |
| 4      | 1  | Fernando Alonso      | McLaren-Mercedes   | 1:33.049 | 1:32.214 | 1:33.192 | 4    |
| 5      | 9  | Nick Heidfeld        | BMW Sauber         | 1:33.164 | 1:32.154 | 1:33.404 | 5    |
| 6      | 10 | Robert Kubica        | BMW Sauber         | 1:33.348 | 1:32.292 | 1:33.710 | 6    |
| 7      | 3  | Giancarlo Fisichella | Renault            | 1:33.556 | 1:32.889 | 1:34.056 | 7    |
| 8      | 15 | Mark Webber          | Red Bull-Renault   | 1:33.496 | 1:32.808 | 1:34.106 | 8    |
| 9      | 12 | Jarno Trulli         | Toyota             | 1:33.218 | 1:32.429 | 1:34.154 | 9    |
| 10     | 16 | Nico Rosberg         | Williams-Toyota    | 1:33.349 | 1:32.815 | 1:34.399 | 10   |
| 11     | 17 | Alexander Wurz       | Williams-Toyota    | 1:33.759 | 1:32.915 |          | 11   |
| 12     | 4  | Heikki Kovalainen    | Renault            | 1:33.467 | 1:32.935 |          | 12   |
| 13     | 23 | Anthony Davidson     | Super Aguri-Honda  | 1:33.299 | 1:33.082 |          | 13   |
| 14     | 11 | Ralf Schumacher      | Toyota             | 1:33.923 | 1:33.294 |          | 14   |
| 15     | 8  | Rubens Barrichello   | Honda              | 1:33.776 | 1:33.624 |          | 15   |
| 16     | 7  | Jenson Button        | Honda              | 1:33.967 | 1:33.731 |          | 16   |
| 17     | 22 | Takuma Sato          | Super Aguri-Honda  | 1:33.984 |          |          | 17   |
| 18     | 18 | Vitantonio Liuzzi    | Toro Rosso-Ferrari | 1:34.024 |          |          | 18   |
| 19     | 19 | Scott Speed          | Toro Rosso-Ferrari | 1:34.333 |          |          | 19   |
| 20     | 20 | Adrian Sutil         | Spyker-Ferrari     | 1:35.280 |          |          | 20   |
| 21     | 14 | David Coulthard      | Red Bull-Renault   | 1:35.341 |          |          | 21   |
| 22     | 21 | Christijan Albers    | Spyker-Ferrari     | 1:35.533 |          |          | 22   |
| Fonteː |    |                      |                    |          |          |          |      |

### Corrida
| Pos.   | Nº | Piloto               | Construtor         | Voltas | Tempo/Diferença     | Grid | Pontos |
| ------ | -- | -------------------- | ------------------ | ------ | ------------------- | ---- | ------ |
| 1      | 5  | Felipe Massa         | Ferrari            | 57     | 1:33:27.515         | 1    | 10     |
| 2      | 2  | Lewis Hamilton       | McLaren-Mercedes   | 57     | + 2.360             | 2    | 8      |
| 3      | 6  | Kimi Räikkönen       | Ferrari            | 57     | + 10.839            | 3    | 6      |
| 4      | 9  | Nick Heidfeld        | BMW Sauber         | 57     | + 13.831            | 5    | 5      |
| 5      | 1  | Fernando Alonso      | McLaren-Mercedes   | 57     | + 14.426            | 4    | 4      |
| 6      | 10 | Robert Kubica        | BMW Sauber         | 57     | + 45.529            | 6    | 3      |
| 7      | 12 | Jarno Trulli         | Toyota             | 57     | + 1:21.371          | 9    | 2      |
| 8      | 3  | Giancarlo Fisichella | Renault            | 57     | + 1:21.701          | 7    | 1      |
| 9      | 4  | Heikki Kovalainen    | Renault            | 57     | + 1:29.411          | 12   |        |
| 10     | 16 | Nico Rosberg         | Williams-Toyota    | 57     | + 1:29.916          | 10   |        |
| 11     | 17 | Alexander Wurz       | Williams-Toyota    | 56     | + 1 volta           | 11   |        |
| 12     | 11 | Ralf Schumacher      | Toyota             | 56     | + 1 volta           | 14   |        |
| 13     | 8  | Rubens Barrichello   | Honda              | 56     | + 1 volta           | 15   |        |
| 14     | 21 | Christijan Albers    | Spyker-Ferrari     | 55     | + 2 voltas          | 22   |        |
| 15     | 20 | Adrian Sutil         | Spyker-Ferrari     | 53     | + 4 voltas          | 20   |        |
| 16     | 23 | Anthony Davidson     | Super Aguri-Honda  | 51     | Motor               | 13   |        |
| Ret    | 15 | Mark Webber          | Red Bull-Renault   | 41     | Câmbio              | 8    |        |
| Ret    | 14 | David Coulthard      | Red Bull-Renault   | 36     | Eixo de transmissão | 21   |        |
| Ret    | 22 | Takuma Sato          | Super Aguri-Honda  | 34     | Motor               | 17   |        |
| Ret    | 18 | Vitantonio Liuzzi    | Toro Rosso-Ferrari | 26     | Pane hidráulica     | 18   |        |
| Ret    | 7  | Jenson Button        | Honda              | 0      | Colisão             | 16   |        |
| Ret    | 19 | Scott Speed          | Toro Rosso-Ferrari | 0      | Colisão             | 19   |        |
| Fonte: |    |                      |                    |        |                     |      |        |

## Tabela do campeonato após a corrida
| Pos.   | Piloto          | Pontos |
| ------ | --------------- | ------ |
| 1      | Fernando Alonso | 22     |
| 2      | Kimi Räikkönen  | 22     |
| 3      | Lewis Hamilton  | 22     |
| 4      | Felipe Massa    | 17     |
| 5      | Nick Heidfeld   | 15     |
| Fonte: |                 |        |

| Pos.   | Construtor       | Pontos |
| ------ | ---------------- | ------ |
| 1      | McLaren–Mercedes | 44     |
| 2      | Ferrari          | 39     |
| 3      | BMW Sauber       | 18     |
| 4      | Renault          | 9      |
| 5      | Toyota           | 5      |
| Fonte: |                  |        |

- Nota: Somente as primeiras cinco posições estão listadas.